# City pop
City pop (jap. シティ・ポップ shiti poppu) – gatunek muzyki pop, który powstał w Japonii w latach 70. XX w. Początkowo uważany był za pochodną nowej muzyki japońskiej inspirowanej Zachodem, ale w kontekście dynamicznie rozwijającej się gospodarki tego kraju zaczął zawierać różne inne style, takie jak AOR, soft rock, R&B, funk czy boogie. Jego szczytowa popularność przypada na lata 80. XX wieku. W 2010 roku city pop zyskał międzynarodowy rozgłos za sprawą internetu i stał się źródłem inspiracji dla gatunków takich jak vaporwave czy future funk.

## Definicja
Definicje „city popu” były różne, a wielu artystów oznaczonych tym gatunkiem grało w stylach, które znacznie się od siebie różnią. Yutaka Kimura, autor wielu książek o city popie, określił ten gatunek jako „miejską muzykę pop dla osób prowadzących miejski styl życia”. Według kierownika Japan Archival Series, Yosuke Kitazawy „nie było żadnych ograniczeń dotyczących stylu lub określonego gatunku, który chcieliśmy przekazać tymi piosenkami”, ale „była to muzyka tworzona przez ludzi z miasta, dla ludzi z miasta”.

## Popularność, spadek i odrodzenie
City pop stał się odrębnym gatunkiem regionalnym, który osiągnął szczyt popularności w latach 80. Według firmy Vice najpopularniejszymi postaciami tego gatunku byli „samodzielni kompozytorzy i producenci, artyści tacy jak Tatsuro Yamashita i Toshiki Kadomatsu wprowadzali do swoich hitów złożone aranżacje i techniki pisania piosenek”, a rosnąca wciąż gospodarka ułatwiła im również finansowanie z wytwórni. Yamashita jest czasami określany jako „król” city popu. Gatunek stracił popularność po latach 80. XX wieku, początkowa popularność gatunku spadła, gdy w 1990 roku pękła japońska bańka finansowa. Wtedy pojawiły się inne gatunki, takie jak Visual kei, a także zaczęła się ewolucja Idoli jako nowych fenomenów wielkich mas. Muzyczne cechy city popu odziedziczyły zespoły shibuya-kei lat 90., takie jak Pizzicato Five czy Flipper’s Guitar.
Od 2010 roku miejski pop przeżywa renesans, a wielu weteranów tego gatunku, takich jak Tatsuro Yamashita i Mariya Takeuchi, zyskuje międzynarodowe uznanie w sieci, poprzez rekomendacje i playlisty wspierane fragmentami anime w serwisie YouTube. Ponadto ich twórczość staje się źródłem inspiracji dla wykonawców vaporwave i nowych zespołów future funk.